# Saint-Huruge
Saint-Huruge é uma comuna francesa na região administrativa de Borgonha-Franco-Condado, no departamento Saône-et-Loire. Estende-se por uma área de 3,91 km². Em 2010 a comuna tinha 53 habitantes (densidade: 13,6 hab./km²).